# 工业巨头
《工业巨头》是一款由JoWood Productions公司制作和发行的经营模拟游戏。本游戏最初于1998年4月14日在北美和欧洲地区Windows发行。
游戏的目的是建立一个工业链，为城市提供产品而获得利润。
续作《工业巨头II》于2002年发行。